# Marcia Freedman
Marcia Judith Freedman (hebreo: מרשה פרידמן: nacida Prince; 17 de mayo de 1938-21 de septiembre de 2021) fue una activista estadounidense, nacionalizada israelí, por la paz, los derechos de las mujeres, y los derechos LGBT. En 1969, emigró a Israel donde ayudó a establecer y dirigir el movimiento feminista en la década de los setenta. Fue una parlamentaria de la Knésset de 1974 a 1977.

## Biografía
Nacida en el seno de una familia judía en Newark, Nueva Jersey, el 17 de mayo de 1938, Freedman obtuvo un Grado universitario en Letras  del Bennington College y una maestría de la Universidad de Nueva York. Participó activamente en el Movimiento por los derechos civiles en Estados Unidos entre 1960 y 1967. En 1969 emigró a Israel y pronto se involucró en el activismo y la política. Se hizo famosa por su deseo de modificar las leyes del aborto y concienciar al movimiento de derechos civiles.
En 1973, el movimiento feminista decidió apoyar el Ratz (Movimiento por los Derechos Civiles) de Shulamit Aloni y Freedman ocupó el tercer lugar en la candidatura. Captó la atención de Shulamit Aloni debido a su pasión, compromiso y entusiasmo. Aloni le pidió a Freedman que fuera la tercera en la lista. El partido ganó tres escaños en las elecciones parlamentarias israelíes de 1973 por lo que Freedman se convirtió en miembro del Knesset. El Ratz pronto se fusionó con Ya'ad - Movimiento de Derechos Civiles, pero Freedman y Aryeh Eliav se separaron para formar la Facción Socialdemócrata (más tarde rebautizada como Facción Socialista Independiente). Freedman estuvo en la Knesset de 1974 a 1977. Se convirtió en una fuerte defensora de los movimientos por los derechos de los homosexuales ya que se declaró lesbiana ante su hija.
Antes de las elecciones de 1977, Freedman formó el Partido de la Mujer, aunque no se presentó como su candidata. El partido no logró cruzar el umbral electoral del 1%, aunque logró atraer la atención del público a los problemas de las mujeres. Mientras era miembro de la Knesset, Freedman habló abiertamente sobre los problemas de la mujer y puso el foco sobre temas que nunca se habían discutido públicamente en Israel, incluida la violencia doméstica, el cáncer de mama, la violación, el incesto y la prostitución infantil. Además, Freedman se involucró cada vez más en la discusión sobre la paz con los palestinos. Sin embargo, en su entrevista en 2015 con el American Jewish Peace Archive, afirmó que "se vio envuelta en lo que yo llamaría cuestiones de política exterior porque era miembro de la Knesset, y eso fue totalmente accidental y no planificado" (sobre su participación en el conflicto palestino). Freedman fue una de las primeras partidarias de la creación de un estado palestino independiente. Estuvo involucrada en las comunicaciones con la Organización para la Liberación de Palestina y apoyó lo que ahora se conoce como la solución de dos estados.
Freedman ayudó a crear una red de defensa y apoyo para mujeres en Israel. Fue cofundadora, junto con Barbara Swersky y otras, del primer refugio de Israel para mujeres maltratadas, establecido en 1977 en Haifa. Freedman se marchó de Israel y regresó a los Estados Unidos en 1981. Volvió a vivir en Israel de 1997 a 2002 y fundó la Community of Learning Women, que promocionaba estudios de la mujer y alfabetización informática.
Freedman escribió un artículo titulado "Feminist Publishing in Israel" ("Publicaciones feministas en Israel") para el Boletín de Estudios de la Mujer en 1980. Habló de las diferentes librerías que tenían libros feministas en hebreo y de las seis editoriales que permitían publicar obras feministas. También habló sobre los pocos libros sobre feminismo que se escribieron originalmente en hebreo y los mínimos esfuerzos que se hacían para publicar escritos feministas.
Freedman escribió un libro de memorias titulado Exile in the Promised Land que dedicó a su padre. También fue autora de numerosos artículos y reseñas.
Freedman fue la presidenta fundadora de Brit Tzedek v'Shalom, una organización a favor de Israel y a favor de la paz que se fusionó con J Street en 2010. También fue presidenta del Festival de Cine Judío de San Francisco.
Casada con Bill Freedman en 1961, tuvo una hija. Murió el 21 de septiembre de 2021 a la edad de 83 años. Todavía en 2021, sigue siendo la única mujer abiertamente lesbiana miembro de la Knesset.